# Локридж, Росс
Росс Фра́нклин Ло́кридж младший (англ. Ross Franklin Lockridge Jr.) (25 апреля 1914, Блумингтон — 6 марта 1948, там же) — американский писатель-новеллист, ставший знаменитым благодаря произведению «Округ Рэйнтри», пик популярности которого совпал с самоубийством автора.

## Биография
Росс родился и вырос в Блумингтоне, штат Индиана. Он был младшим из четырёх детей Элси Шокли Локридж и историка Росса Локриджа-старшего. Через своего отца он был двоюродным братом будущей писательницы Мэри Джейн Уорд. Он был известен как «А-плюс Локридж» (англ. A-plus Lockridge) в колледже.
Он окончил Университет Индианы в 1935 году с самым высоким средним баллом в истории университета.
В 1940 году Локридж, переехавший с семьёй в город Кембридж, написал роман The Dream of the Flesh of Iron. Литературными критиками это произведение было оценено как «нечитабельная 400-страничная поэма». В 1941 году он предложил это произведение издательству Houghton Mifflin Harcourt, но то отказалось его печатать.
В 1944 году, хотя у Локриджа к тому моменту было трое детей, его вызвали в военкомат на медкомиссию: в условиях Второй мировой войны, когда США готовились к нападению на Германию, американская армия очень нуждалась в живой силе. Однако писатель получил категорию годности 4-F (негоден к воинской службе по состоянию здоровья). В это же время он писал свой самый известный роман — «Округ Рэйнтри».
6 марта 1948 года Росс Локридж, находясь в затяжной депрессии, совершил самоубийство путём отравления угарным газом. Похоронен на кладбище Роуз-Хилл в Блумингтоне.

## Творчество
«Округ Рэйнтри» рядом литературных критиков оценивался как претендент на статус Великого американского романа. В 1957 году по нему был снят одноимённый фильм.
Творчество Локриджа переиздавалось после его смерти.